# Oliver White Hill
Oliver White Hill, Sr. (1 de maio de 1907 – 5 de agosto de 2007) foi um advogado que atuou na área de direitos políticos de Richmond, Virgínia. Seu trabalho contra a discriminação racial ajudou a por um fim na doutrina "separados mas iguais." Ele também ajudou na vitória do movimento dos direitos civis em decisões jurídicas importantes envolvendo igualdade salarial entre professores brancos e negros, acesso de negros a ônibus escolares, direito ao voto e proteção de empregos. Ele se aposentou em 1998 após ser jurista por quase sessenta anos. Entre os vários prêmios que recebeu está a Medalha Presidencial da Liberdade, a qual foi entregue a ele pelo presidente dos Estados Unidos Bill Clinton em 1999.